# لينا حوارنة
لينا حوارنة (15 ديسمبر 1969 في دمشق) ممثلة سورية من أصول فلسطينية. شاركت أول مرة في عمل درامي بعنوان «أحلام مؤجلة» سنة 1992م.

## عن حياتها
شاركت في عدة أعمال إذاعية وتلفزيونية وسينمائية. متزوجة ولها ابنة. انضمت إلى نقابة الفنانين في عام 1994.

## أهم مشاركاتها

### في المسرح
- مسرحية هدنة، 2015

### في السينما
- شيء ما يحترق.
- الليل.
- نسيم الروح[1]
- أمينة.

### في التلفزيون
- بروكار ج2
- غفلة الأيام
- المسلمة الحزينة.
- أبو كامل - الجزء الثاني.
- حمام القيشاني.
- الكواسر.
- رجال تحت الطربوش.

• قانون ولكن (مسلسل)
- أهلا حماتي.
- أهل المدينة.
- أسرار المدينة.
- حادثة اختطاف.
- قلب دافئ
- أحلام مهاجرة.
- الطوق.
- حكايا من التاريخ.
- لو كنت حصاناً لقتلتك.
- آفاق علمية.
- الغيد.
- اللحظة الأخيرة.
- النصية.
- البديل.
- فرصة العمر.
- ليل ورجال.
- عن الخوف والعزلة
- قاع المدينة
- أنت عمري
- أرواح عارية
- طاحون الشر (مسلسل)
- قلم حمرة[1]
- مسلسل عروس بيروت ١-٢
- مسلسل شوق
- مسلسل ترانزيت

## روابط خارجية
- لينا حوارنة على موقع قاعدة بيانات الأفلام العربية